# Бранис, Лигия
Лигия Боровчик (урождённая Бранис-Бранице; пол. Ligia Borowczyk, фр. Ligia Branice; 7 декабря 1932 года, Красныстав — 6 сентября 2022 года, Варшава) — польская и французская актриса

, сценарист и композитор.

## Биография
Окончила Академию театральных искусств имени Станислава Выспяньского в Кракове и варшавскую Театральную академию имени А. Зельверовича, и позднее — Киношколу в Лодзи.
Дебютировала в кино в 1956 году в фильме Станислава Ленартовича «Зимние сумерки».
Была замужем за кинорежиссёром Валерианом Боровчиком. В 1959 году вместе с супругом выехала в Париж, где играла во французских фильмах и фильмах мужа.
Снялась в 11 кинолентах, автор музыки к 1 фильму. Написала 1 сценарий.

## Избранная фильмография
- 1957: Zimowy zmierzch
- 1957: Spotkania
- 1958: Stadion
- 1959: Dom (музыка)
- 1959: Astronauci (Les astronautes)
- 1962: Filar
- 1962: Взлётная полоса
- 1966: Rozalia
- 1969: Goto, wyspa miłości
- 1971: Kamizelka
- 1972: Бланш
- 1978: Za murami klasztoru (Interno di un convento)